# Andromeda am Felsen (Desoches)

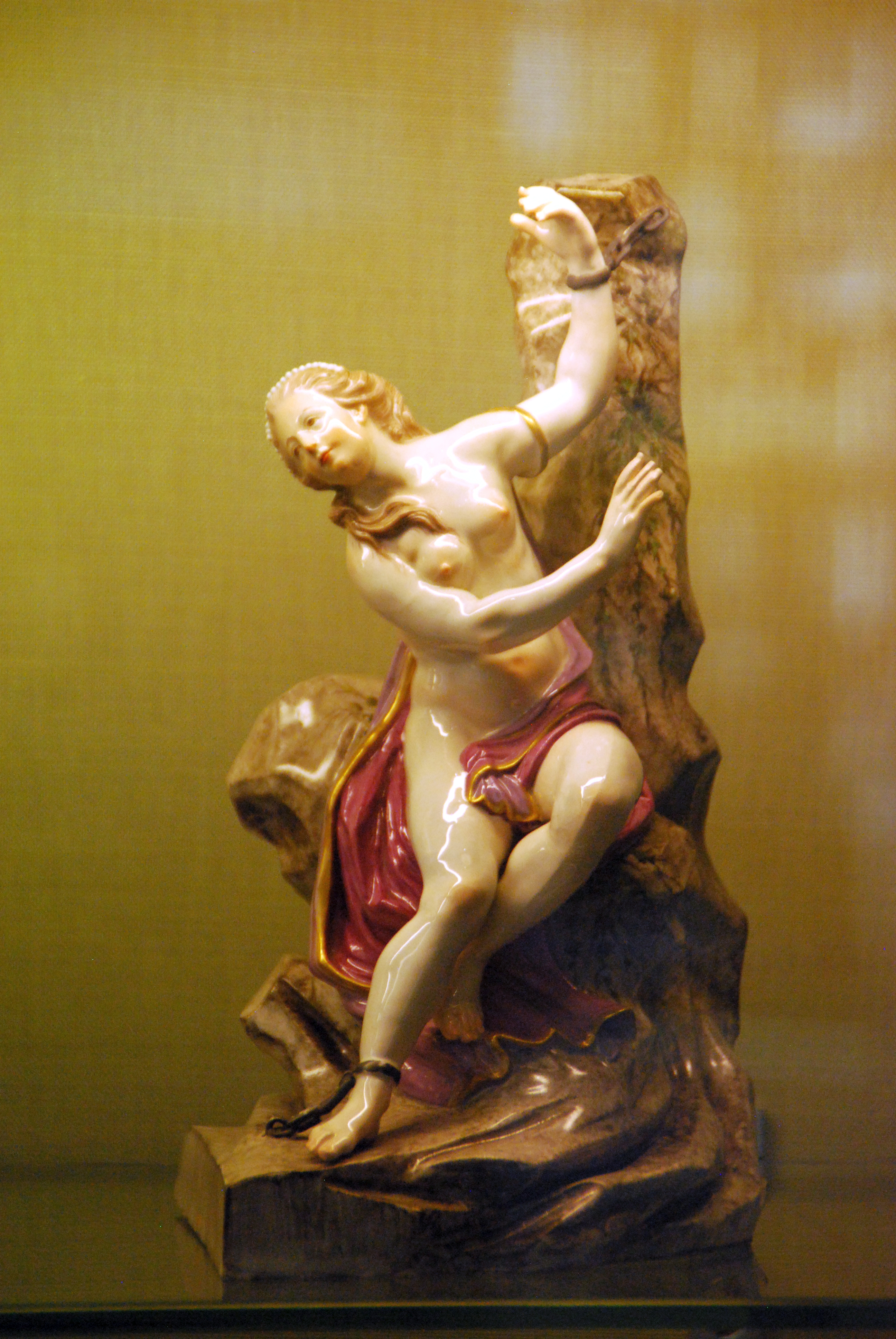
Andromeda am Felsen. Hannoversches Exemplar im Museum August Kestner (Inventarnummer 1915.48), seit 1915 im Museum.

Andromeda am Felsen ist der Name einer Porzellanfigur, die 1773/1774 von Jean Jacques Desoches modelliert wurde. Sie zeigt die nackte Andromeda, wie diese an einen Felsen gekettet auf das Seemonster wartet, das sie als Opfer fressen soll.
Gezeigt wird ein Moment aus dem Sagenkreis um Perseus und Andromeda. Wegen der Eitelkeit ihrer Mutter Kassiopeia sollte Andromeda einem Seeungeheuer geopfert werden. Dazu wurde sie zu einem bestimmten Zeitpunkt an einen Felsen nahe dem Wasser gekettet. Die Figur zeigt den Zeitpunkt, an dem Andromeda auf das Ungeheuer, beziehungsweise ihren wenig später erscheinenden Retter Perseus wartet. Andromeda windet sich, halb stehend, halb auf dem Felsen sitzend. Mit dem linken Arm und dem rechten Bein ist sie angekettet. Die einzige Bedeckung ist ein rosafarbener Umhang mit Goldrand, das nur noch von einem Band um den linken Arm gehalten wird und dessen Ende einzig den Schoß bedeckt. Die Haut ist sehr hell, fast weiß, obwohl Andromeda Tochter des äthiopischen Königs Kepheus ist. Die rückenlangen Haare sind dunkelblond, im Haar trägt sie ein Diadem.
Die Darstellung der an einen Felsen geketteten Andromeda steht in langer Tradition. In der griechischen Antike wurde die Prinzessin jedoch noch in voller Bekleidung gezeigt. Auch die Wandmalereien in Pompeji, die sie darstellen, zeigen durchweg bekleidete Frauen. Erst im weiteren Verlauf der römischen Kaiserzeit änderte sich die Ikonografie und Andromeda wurde unbekleidet gezeigt, was von der nachmittelalterlichen Kunst übernommen wurde, die zunächst vorrangig Zugriff auf römische Vorbilder hatte. Der Modelleur der Figur, Jean Desoches, nutzte als Vorlage einen Kupferstich von Laurent Cars aus dem Jahr 1731, der wiederum ein Gemälde von François Lemoyne aus dem Jahr 1723 seitenverkehrt kopierte. Desoches verkehrte für sein Werk die Figur wieder in die Drehung des Gemäldes.
Desoches schuf das Modell 1773/1774 gegen Ende seiner Arbeitszeit in der Porzellanmanufaktur Fürstenberg. Das klassizistische Kunstwerk hat eine Höhe von 28,5 Zentimeter. Das Porzellan ist mit Buntmalerei versehen, die goldenen Ränder am Umhang sind aus echtem Gold. Es gibt mehrere Exemplare der Plastik, eines befindet sich im Museum August Kestner, eines im Kunstgewerbemuseum Berlin, ein drittes, um einen halben Zentimeter kleineres, im Herzog Anton Ulrich-Museum in Braunschweig. Als Parallelstück gestaltete Desoches eine Plastik mit Perseus im Kampf mit dem Untier.

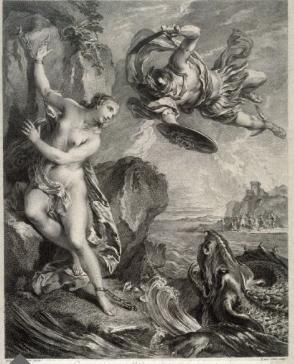
Kupferstich-Vorlage von Laurent Cars
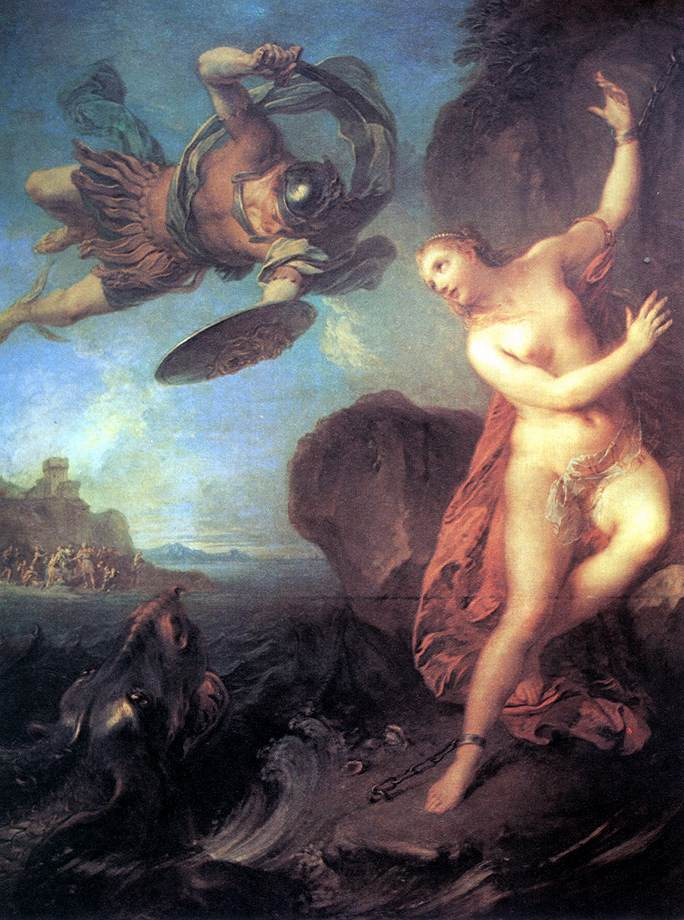
Gemälde-Vorlage von François Lemoyne